# Niggas in Paris
Singles de Jay-Z et Kanye West
Lift Off
(2011) Why I Love You
(2011)
Niggas in Paris (en français Négros à Paris) est une chanson de Jay-Z et Kanye West, 4e single extrait de leur album commun Watch the Throne. Le single se vend à 3 millions d'exemplaires aux États-Unis.

## Enregistrement
Le titre a été enregistré à l'Hôtel Meurice à Paris.

## Pochette
La pochette du single reprend le drapeau français avec inscrit « Jay-Z Kanye West » dans le tiers de gauche (le bleu est remplacé par du noir), « Niggas In Paris » dans le blanc et enfin « Watch The Throne » dans le rouge. La pochette sera également reprise pour le single Why I Love You.

## Clip
Le clip est réalisé par Kanye West et est constitué d'images d'un concert au Staples Center à Los Angeles. La vidéo est publiée le 9 février 2012 sur Vevo.
Le clip est fait d'images disposées en symétrie axiale et en split screen. Comme le clip de All of the Lights de Kanye West, celui-ci commence par un avertissement disant qu'il peut provoquer des crises d'épilepsie.

## Anecdote
Jay-Z et Kanye West racontent dans cette chanson une escapade fictive à Paris. Ils passent six jours au palace Le Meurice, s'éclatent avec des mannequins, boivent du champagne, font la fête... Un séjour qui leur aurait coûté au moins 144 000 €, une somme calculée en s'appuyant uniquement sur les biens consommés décrits dans les paroles. Les deux rappeurs se rattrapent en citant pas moins de huit marques, de luxe pour la plupart, avec lesquelles ils sont ou ont été en contrat pour la quasi-totalité.

## Samples
Le titre contient un extrait d'un discours du révérend W.A. Donaldson, ainsi qu'un dialogue entre Will Ferrell et Jon Heder dans Les Rois du patin (« No one knows what it means, but it's provocative, Gets the people going! »).

## Concert
La chanson conclut chaque concert de la tournée Watch the Throne Tour à travers le monde. Le 1er juin 2012, lors de la première date au Palais omnisports de Paris-Bercy, les rappeurs la chantent 11 fois d’affilé en rappel, soit une de plus qu'à Los Angeles. Lors de la 3e et dernière date à Paris-Bercy, le 18 juin 2012, le record est battu : le morceau est joué 12 fois de suite.

## Utilisation
En avril 2012, le titre est utilisé dans un clip de campagne de François Hollande pour l'Élection présidentielle française de 2012, sans néanmoins l'autorisation d'exploitation de Roc-A-Fella.

## Classement et certifications
| Classement (2011-2012)                          | Meilleure position |
| ----------------------------------------------- | ------------------ |
| Australie (ARIA)                                | 71                 |
| Australie Urban (ARIA)                          | 23                 |
| Belgique (Flandre Ultratop 50 Singles)          | 21                 |
| Belgique (Wallonie Ultratop 50 Singles)         | 29                 |
| Canada (Canadian Hot 100)                       | 16                 |
| Danemark (Tracklisten)                          | 21                 |
| France (SNEP)                                   | 28                 |
| France (Airplay)                                | 40                 |
| France (Club 40)                                | 30                 |
| Irlande (IRMA)                                  | 29                 |
| Pays-Bas (Single Top 100)                       | 28                 |
| Nouvelle-Zélande (RMNZ)                         | 38                 |
| Écosse (OCC)                                    | 14                 |
| Corée du Sud Gaon Chart                         | 53                 |
| Suède (Sverigetopplistan)                       | 44                 |
| Suisse (Schweizer Hitparade)                    | 43                 |
| Royaume-Uni (UK R&B Chart)                      | 3                  |
| Royaume-Uni (UK Singles Chart)                  | 10                 |
| Royaume-Uni UK Official Streaming Chart Top 100 | 25                 |
| États-Unis Billboard Hot 100                    | 5                  |
| États-Unis Hot R&B/Hip-Hop Songs (Billboard)    | 1                  |
| États-Unis Rap Songs (Billboard)                | 1                  |
| États-Unis Pop Songs (Billboard)                | 17                 |

| Pays       | Organisme | Certification |
| ---------- | --------- | ------------- |
| Australie  | ARIA      | 2 × Platine   |
| États-Unis | RIAA      | 3 × Platine   |
| Canada     | MC        | Platine       |
| Belgique   | BEA       | Or            |

## Historique de sortie
| Pays       | Date              | Format                  | Label             |
| ---------- | ----------------- | ----------------------- | ----------------- |
| États-Unis | 13 septembre 2011 | Rhythmic et Urban radio | Roc-A-Fella/IDJMG |
| États-Unis | 8 novembre 2011   | Top 40/Mainstream radio | Roc-A-Fella/IDJMG |